# Bitwa pod Sokalem (1519)
Bitwa pod Sokalem  pomiędzy wojskami polsko-litewskimi a Tatarami rozegrała się 2 sierpnia 1519 r.
W lipcu potężna armia tatarska licząca kilkanaście tysięcy żołnierzy, dowodzona przez syna chana Mehmeda I Bogatyra Gireja, posuwając się pospiesznie tak zwanym Czarnym Szlakiem dotarła aż za Bug, łupiąc przy tym województwa ruskie, bełskie oraz lubelskie. Przeciwko wracającym Tatarom ruszyło pospolite ruszenie pod wodzą marszałka wielkiego koronnego Stanisława Chodeckiego i wojewody podolskiego Marcina Kamienieckiego. Siły te wspomagała wołyńska służba ziemska dowodzona przez hetmana wielkiego litewskiego Konstantego Ostrogskiego. Ostrogski radził poczekać, aż część wojsk tatarskich przeprawi się za Bug, by móc pobić je częściami, albo przynajmniej odwlec bitwę do nadejścia wojsk obrony potocznej, które prowadził hetman polny koronny Jan Tworowski.
Jednak wojska koronne postanowiły stoczyć bitwę na lewym brzegu Bugu, uprzedzając przeprawę Tatarów. Wojska polskie, zasypane gradem strzał tatarskich, nie mogły rozwinąć szyku bitewnego. Ponosiły przy tym poważne straty. Widząc to, Ostrogski przeprawił swych żołnierzy innym brodem i związał Tatarów walką, co pozwoliło wreszcie wojskom koronnym rozwinąć się do bitwy. Ze względu na znaczną przewagę liczebną Tatarów i trudne dla ciężkiej jazdy warunki terenowe wojska polsko-litewskie zostały oskrzydlone. W końcu większości żołnierzy polskich i litewskich udało się przebić i ujść, nie zmienia to jednak faktu, że zostali dotkliwie pobici. Po stronie polsko-litewskiej poległo aż 1200 żołnierzy. Zwycięzcy także ponieśli znaczne straty.